# A l'est de Java
A l'est de Java (Krakatoa, East of Java) és una pel·lícula del gènere d'aventura, drama i catàstrofe del 1968, produït per Cinerama Producciones, basat en els fets del cataclisme ocorregut el 1883 per una mega erupció de volcà Krakatoa. En aquesta pel·lícula intervenen els actors Maximilian Schell, Diane Baker, Rossano Brazzi, Brian Keith i Sal Mineo. Va tenir una nominació a l'Òscar de l'Acadèmia pels seus efectes visuals, està basat en una novel·la de Michael Avallone i es va doblar al català.

## Repartiment
- Maximilian Schell com a Captain Chris Hanson
- Diane Baker com a Laura Travis
- Brian Keith com a Harry Connerly
- Barbara Werle com a Charley Adams
- Sal Mineo com a Leoncavallo Borghese
- Rossano Brazzi com a Giovanni Borghese
- John Leyton com a Dr. Douglas Rigby
- J.D. Cannon com a Lester Danzig
- Jacqui Chan com a Toshi
- Rob't Hall com a guardia
- Victoria Young com a Kiko
- Marc Lawrence com a Mr. Jacobs
- Midori Arimoto com a Midori
- Niall Macginnis com a Cap del port
- Joseph Hann com a Mr. Kuan
- Sumi Haru com a Sumi
- Geoffrey Holder com a Smariner
- Alan Hoskins com a Jan
- Peter Kowalski com a Peter Travis

## Crítica
A l'est de Java no va tenir èxit comercial i va rebre crítiques generalment pobres, amb els crítics que van afirmar que la història era per a vianants, mal ritme i mal explicada, i els efectes especials tan constants i aclaparadors que et feien adormir. L'error geogràfic en el títol de la pel·lícula de situar l'illa condemnada a l'est de Java va ser àmpliament burlat a les crítiques.
No obstant això, alguns crítics van declarar que la pel·lícula era agradable i una vívida representació de llocs exòtics i de la vida al mar. El Los Angeles Times la va anomenar "una de les millors pel·lícules mai fetes a Cinerama... Excel·lent en tots els aspectes, és un triomf tant artístic com cinematogràfic"